# Đồng Quang, Gia Lộc
Đồng Quang là một xã thuộc huyện Gia Lộc, tỉnh Hải Dương, Việt Nam.
Xã Đồng Quang có diện tích 5,16 km², dân số năm 1999 là 5444 người, mật độ dân số đạt 1055 người/km².